# Helmut Baier (Musiker)
Helmut Baier (* 25. März 1932 in Graslitz, Bezirk Falkenau an der Eger, Tschechoslowakei; † Oktober 1997) war ein aus dem Egerland stammender deutscher Orchesterleiter.

## Leben
Helmut Baier wurde am 25. März 1932 in der Musikinstrumentenbauerstadt Graslitz im Erzgebirge geboren und lebte seit seinem zweiten Lebensjahr in Zwodau, tschechisch Svatava, bei Falkenau, tschechisch Sokolov, im Egerland. Mit sechs Jahren erlernte er als erstes Instrument die Geige und wechselte später zum Flügelhorn über. Sein Musiktalent gab den Ausschlag dafür, dass er den Militärdienst nach dem Zweiten Weltkrieg in einem tschechoslowakischen Militärorchester in Brüx, tschechisch Most, verrichten konnte. Dank der dort hinzugewonnenen Kenntnisse legte er im Juni 1959 seine Kapellmeisterprüfung ab.
Bis zu seiner Aussiedlung 1967 vom Egerland nach Biebertal im Landkreis Gießen stand er einem Blas- und Tanzorchester sowie einer Bergmannskapelle in seiner Heimat vor. Im Winter 1968 stellte er eine Kerngruppe musikalisch Gleichgesinnter zusammen und im März 1969 wurde mit Musikern aus seiner alten Heimat und Biebertaler Einheimischen ein Egerländer Blasorchester gegründet. Zunächst firmierte das Orchester unter der Bezeichnung „Die Egerländer“, aufgrund von Verwechslungen mit anderen das Egerland im Namen führenden Kapellen wurde diese jedoch durch Biebertaler Musikanten ersetzt. Während in den ersten Jahren vornehmlich Tanzmusik verlangt wurde, verpflichtete man Baier immer häufiger zu Konzertveranstaltungen.
Zum zehnjährigen Bestehen der Biebertaler Musikanten erschien 1979 die erste Langspielplatte. Radioeinsätze und Fernsehauftritte folgten. Wie schon auf dem Debütalbum wird Baier auf seinem zweiten Album Egerländer Lieder werden nie vergeh’n (1981) gesanglich von Mimi Herold unterstützt.
Seine Bemühungen um den Erhalt sowie die Verbreitung der heimatlichen Musikkultur brachten ihm 1980 die höchste Auszeichnung seiner Landsleute, das Bundesehrenzeichen der Egerländer in Gold, ein.
Aus gesundheitlichen Gründen gab er 1992 die Leitung des Orchesters ab. Helmut Baier verstarb im Oktober 1997. Die Biebertaler Musikanten, die zwischenzeitlich zu den Original Biebertaler Musikanten geworden waren, bestehen weiterhin.

## Bedeutung
Helmut Baier war über 20 Jahre fest mit den (Original) Biebertaler Musikanten verbunden und entwickelte sich in dieser Zeit als Leiter und Sänger zum Markenzeichen des Orchesters, das sich dadurch selbst profilierte. Zahlreiche Arrangements und Eigenkompositionen gehen auf ihn zurück. Zum Standard in der volkstümlichen Musik avancierte sein Arrangement der Egerländer Volksweise Brouda Liederle. Aus seiner Feder stammt unter anderem die Sternschnuppen Polka, eines seiner bekanntesten Lieder.

## Diskografie
- 1979: Wir sind Musikanten aus dem Egerland (Zamamphas)
- 1981: Egerländer Lieder werden nie vergeh’n (Arminia)
- 1981: Heimat, deine Musikanten (Arminia)